# デトキル人
デトキル人（デトキルじん、英：Detkil, 露：деткиль）は、かつてシベリアに先住したユカギール人の一派。2002年のロシア国勢調査では4人が確認されたが、現在は存在していない。